# Pietro Fumasoni Biondi

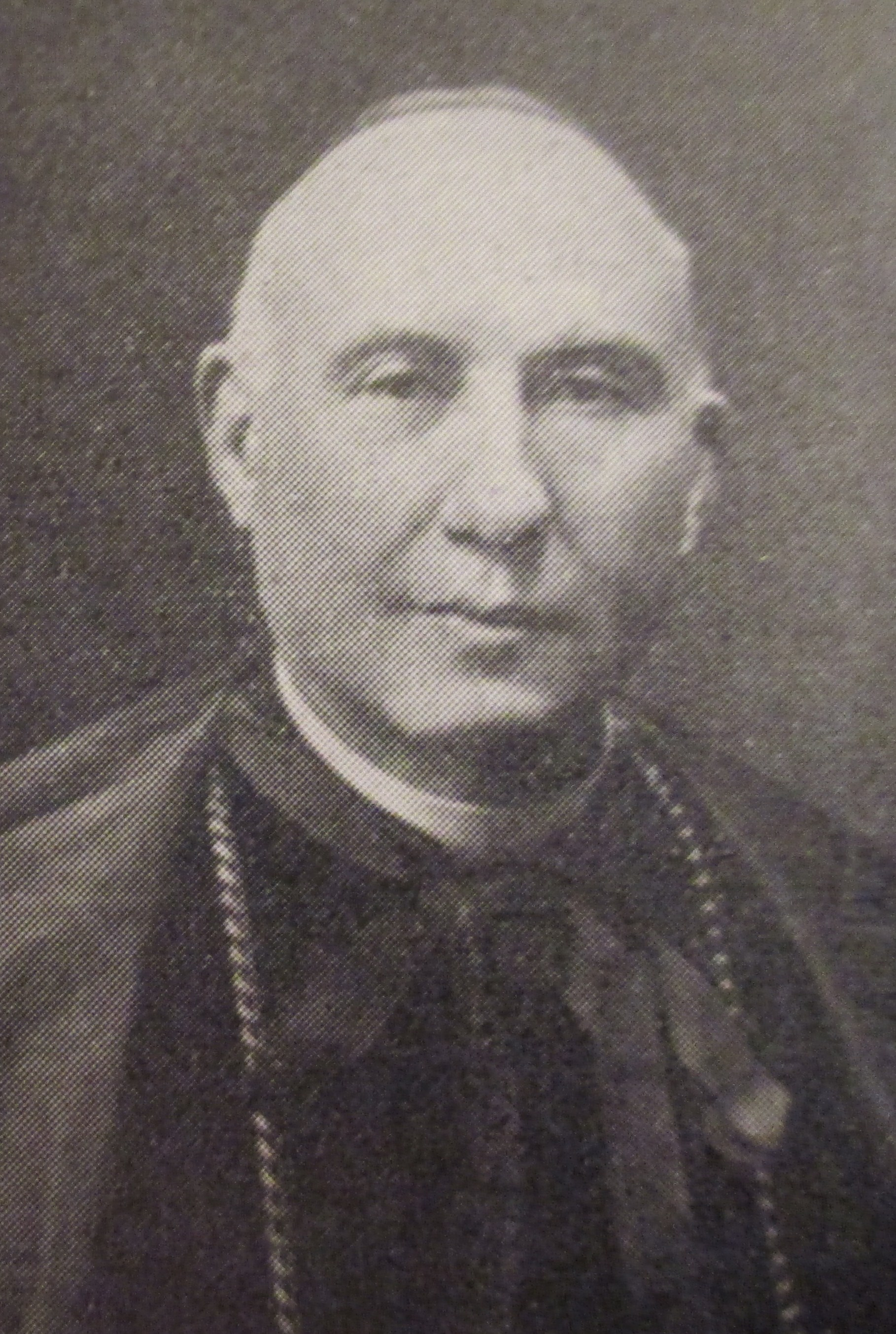
Pietro Fumasoni Biondi.

Pietro Fumasoni Biondi (Rome, 4 september 1872 - aldaar, 12 juli 1960) was een Italiaans geestelijke en kardinaal van de Rooms-Katholieke Kerk.
Fumasoni Biondi studeerde aan het Pauselijk Romeins Seminarie en werd op 17 april 1897 priester gewijd. Van 1897 tot 1916 was hij hoogleraar aan de Pauselijke Urbaniana Universiteit en stafmedewerker bij de Heilige Congregatie voor de Voortplanting des Geloofs. 
Op 14 november 1916 benoemde paus Benedictus XV hem tot titulair aartsbisschop van Doclea en tot apostolisch delegaat voor Oost-Indië. Hij ontving zijn bisschopswijding uit handen van Domenico kardinaal Serafini, OSB. In 1919 werd hij apostolisch delegaat in Japan. In 1921 keerde hij terug naar Rome, waar hij als secretaris van de Propagandacongregatie, de rechterhand werd van de Nederlandse kardinaal van Rossum. Eind 1922 zond paus Pius XI hem als apostolisch delegaat naar de Verenigde Staten.
In 1933 volgde hij van Rossum op als prefect van de Propaganda. In datzelfde jaar creëerde paus Pius XI hem kardinaal. Hij kreeg ook Van Rossums titelkerk, de Santa Croce in Gerusalemme. 
Kardinaal Fumasoni nam deel aan het conclaaf van 1939 dat leidde tot de verkiezing van paus Pius XII en aan het conclaaf van 1958 waarbij paus Johannes XXIII werd gekozen. Hij bleef in functie als prefect tot aan zijn dood en werd begraven op Campo Verano

## Bron
- Biografische aantekening op The Cardinals of the Holy Roman Church

- Biblioteca Nacional de España: XX1368369
- Bibliothèque nationale de France: cb11293503n (data)
- Gemeinsame Normdatei: 124342302
- International Standard Name Identifier: 0000 0000 3279 4870
- Library of Congress Control Number: n96114156
- Istituto Centrale per il Catalogo Unico: IEIV019345
- LIBRIS: 54649
- SNAC: w6fn1vws
- Système universitaire de documentation: 091644917
- Trove: 1522451
- Virtual International Authority File: 19671312
- WorldCat: E39PBJrCdkcw4rtQkyHk43HV4q